# Čáslav (stacja kolejowa)
Čáslav – stacja kolejowa w miejscowości Čáslav, w kraju środkowoczeskim, w Czechach. Jest to ważna stacja węzłowa o znaczeniu regionalnym. Znajduje się na wysokości 245 m n.p.m.
Stacja jest wyposażona w poczekalnię, kasy biletowe, na których można zakupić bilety na pociągi krajowe i międzynarodowe oraz zarezerwować miejsce w pociągu.

## Linie kolejowe
- 230 Kolín - Havlíčkův Brod
- 236 Čáslav - Třemošnice